# Maladie noire

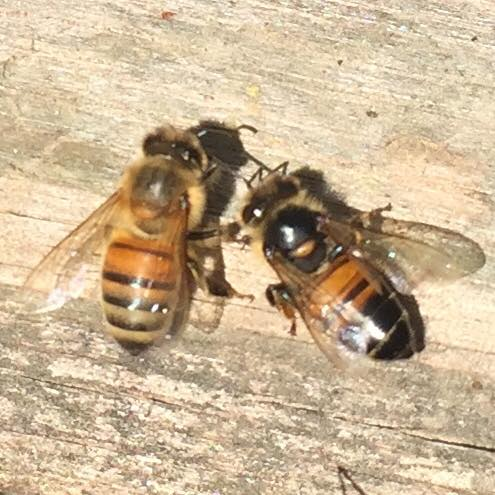
À droite, on voit un début d'assombrissement dû à la maladie noire.

La maladie noire ou  paralysie chronique des abeilles (aussi appelée « mal de mai » ou  « mal des forêts » par les apiculteurs) est une maladie virale des insectes hyménoptères, dont les abeilles et les fourmis, induite par un virus qui infecte notamment les cellules du ventricule et du système nerveux de la victime. 
Le virus infectant a été nommé « virus de la paralysie chronique » (CBPV : Chronic Bee Paralysis Virus) par Leslie Bailey en 1968, mais les anglo-saxons nomment aussi la maladie May sickness (CPV : Chronical Paralysis Virus). Le qualificatif « chronique » a été donné par opposition à la paralysie « aiguë » induite par un autre virus l’Acute Bee Paralysis Virus (ABPV) qui, en conditions expérimentales (inoculation volontaire), produit une paralysie des abeilles en 2 à 5 jours alors qu’il en faut 7 au CBPV. Selon les experts de l’Agence française de sécurité sanitaire des aliments (AFSSA), il contribue de manière significative aux mortalités d’abeilles

## Origine
L’origine et l’histoire ancienne de la maladie sont inconnues. 
Une contagion expérimentale a été faite pour la première fois en 1945 par Burnside. 
Bailey a purifié le virus en 1963. Il peut pénétrer l’abeille par la voie digestive, par des lésions de la cuticule et il passe ensuite dans les fèces d’abeille, ce qui explique la contagion entre abeilles et colonies lors de confinement des colonies. Une charge virale élevée a été trouvée par l’AFSSA chez les fourmis prélevées près de colonies d'abeilles infectées. 
L'apport de miellat végétal ou de pucerons à la colonie par les abeilles ouvrières semble être une cause établie de transmission du virus à une colonie, mais il en existe peut-être d’autres, dont la contamination du matériel apicole. 
La maladie est contagieuse dans la ruche ou le rucher et peut décimer des essaims entiers, entrainant d’importantes pertes économiques.

## Symptômes
Ils peuvent être confondus avec ceux de certaines intoxications par des produits neurotoxiques :
- perte de pilosité, coloration noire et brillante chez certaines abeilles, d’où le nom de « maladie noire » et d’« abeille noire » (à ne pas confondre avec le nom, identique, d’une variété d’abeilles) ou de « petite noire » car les abeilles glabres semblent plus petites et amaigries que les autres ;
- mortalité parfois importante ;
- agitation anormale et particulière au portail d'envol : les abeilles saines repoussant les abeilles malades à l'extérieur (comportement dit de « houspillage ») ;
- abdomen gonflé chez certaines abeilles (ce qui a fait évoquer une « constipation » à des auteurs anciens) ;
- paralysie décrite par Leslie Bailey en 1976, avec tremblement, ailes écartées et mort « ailes en croix ».

Des butineuses arrivent avec leur pelotes de pollen près de la ruche, et tombent à quelques mètres de la colonie, tremblantes, ne pouvant regagner leur colonies qui se vident progressivement.

## Clinique de la maladie
Des corps d’inclusion ont été trouvés dans les cellules de l’épithélium du tube digestif ainsi que dans le système nerveux d’abeilles malades ce qui a fait dire à Lee et Furgala, en 1965 et Giauffret, en 1967 que le virus se répliquait probablement dans des cellules de ces organes. Mais une charge virale importante est aussi trouvée dans l’hémolymphe d’abeilles infectées.

## Facteurs favorisants?
- La maladie semble se développer plus souvent dans les bois chez les abeilles exploitant les miellées de miellat.
- La promiscuité induite par des ruches très peuplées et/ou une mauvaise météo.
- La présence d’une « trappe à pollen », peut-être en raison de microblessures qui s'y produisent.
- Une éventuelle contamination croisée avec les espèces de Nosema semble possible.

## Génomique
On manque encore de données sur ce virus, mais la biologie moléculaire (PCR) a amélioré sa connaissance et mis en évidence une forme latente asymptomatique. Des carences alimentaires, une baisse de l’immunité induite par l’exposition aux pesticides, les sécheresses ou les épisodes très pluvieux pourraient faciliter l’infection par ce virus.

## Fréquence
Elle est mal connue chez les apidés sauvages, mais fréquente chez l’abeille domestique : le virus est souvent trouvé chez les abeilles mortes (plus de 70 % des prélèvements diagnostiqués positifs dans les années 1960 en Angleterre). En 3 ans (d’août 2000 à  août 2003) , la maladie a été diagnostiquée et confirmée par analyses virologiques 157 fois pour 359 cas de mortalités d’abeilles. La plupart des échantillons positifs venaient de ruchers touchés par des affaiblissements de colonies et affectés par  des symptômes de tremblements et/ou d’inactivité au pas de vol.

## Impacts
En France, les impacts étaient réputés faibles en termes de mortalité (qui intervient ponctuellement à la  fin du printemps et en début d’été selon Giauffret (1966). C’est néanmoins un des facteurs qui ont été évoqués pour tenter d’expliquer les mortalités massives d’abeilles enregistrées depuis la fin du XXe siècle et depuis, notamment parce que dans les cas de syndromes de paralysie, toute une ruche peut être décimée (on retrouve les abeilles mortes ou agonisantes sur place et à proximité).

## Soins
Au début du XXIe siècle il n'y a pas encore de traitement médicamenteux connu. L'apiculteur cherche habituellement à éviter que du miellat végétal ou de pucerons soit disponible pour les abeilles lors de l’hivernage. Certains promeuvent une transhumance dans d’autres régions ou un renouvellement des reines.

## Recherche
En France, l’AFSSA (à Sophia Antipolis, unité de Pathologie apicole) travaille sur ce virus avec l’aide de fonds européens du FEOGA, pour notamment séquencer le virus, affiner les outils de diagnostics différenciant une simple présence virale de la maladie déclarée (seuil viral).